# Brateiu
Brateiu (en hongrois : Baráthely, en allemand : Pretai) est une commune du județ de Sibiu en Roumanie.